# Mi marido tiene familia
Mi marido tiene familia, cũng được biết đến như là Mi marido tiene más familia cho phần thứ hai và trên màn hình được cách điệu thành Mi marido tiene + familia, là một telenovela hài của México được công chiếu trên Las Estrellas vào ngày 5 tháng 6 năm 2017 và kết thúc vào ngày 24 tháng 2 năm 2019. Được sản xuất cho Televisa bởi Juan Osorio và Roy Rojas và được tạo ra bởi Héctor Forero López và Pablo Ferrer García-Travesí, dựa trên loạt phim Hàn Quốc My Husband Got a Family do Park Ji-eun viết kịch bản và KBS sản xuất. Phim có sự tham gia của Zuria Vega, Daniel Arenas, Diana Bracho và Silvia Pinal.
Loạt phim xoay quanh Robert Cooper, một bác sĩ được một gia đình người Mỹ gốc Colombia nhận nuôi, nhưng muốn biết cha mẹ ruột của mình là ai. Vợ anh, Julieta Aguilar chịu trách nhiệm giúp anh tìm lại gia đình, nhưng cô lo sợ rằng họ sẽ không chấp nhận cô.
Vào ngày 18 tháng 10 năm 2017, Juan Osorio xác nhận rằng chương trình đã được gia hạn thêm mùa thứ hai. Phần thứ hai khởi chiếu vào ngày 9 tháng 7 năm 2018.

## Diễn viên

### Chủ yếu
- Zuria Vega trong vai Julieta Aguilar Rivera
- Daniel Arenas trong vai Robert Cooper / Juan Pablo Córcega
- Diana Bracho trong vai Blanca Gómez de Córcega
- Silvia Pinal trong vai Imelda Sierra de Córcega
- Arath de la Torre trong vai Francisco "Pancho" López (mùa 2)
- Susana González trong vai Susana Córcega (mùa 2)
- Carmen Salinas trong vai Crisanta Diaz de Córcega (mùa 2)
- Gabriel Soto trong vai Ernesto "Neto" Rey (mùa 2)

### Định kỳ và khách
- Zuria Vega trong vai Julieta Aguilar
- Daniel Arenas trong vai Robert Cooper / Juan Pablo Córcega
- Diana Bracho trong vai Blanca Gómez de Córcega
- Silvia Pinal trong vai Imelda Sierra của Corsica
- Rafael Inclán]] trong vai Eugenio Corsica
- Luz María Jerez trong vai Belén Gómez (mùa 1)
- René Casados trong vai Audifaz Corsica
- Olivia Bucio và Catalina Rivera
- Lola Merino trong vai Ana Romano (mùa 1)
- Regina Orozco và Amalia Gómez
- Gaby Platas trong vai Amapola "Polita" Casteñeda
- Laura Vignati và Daniela Córcega
- Jessica Coch trong vai Marisol Corsica (phần 1)
- Ignacio Casano trong vai Hugo Aguilar
- José Pablo Minor trong vai Gabriel Musi
- Federico Ayos trong vai Bruno Aguilar (mùa 1)
- Jade Fraser trong vai Linda Corsica
- Emilio Osorio the Aristotle Corsica
- Marco Muñoz trong vai Tulio Corsica
- Juan Vidal trong vai Julian War (mùa 1)
- Isabella Tena trong vai Frida Meneses
- Paola Toyos trong vai Begoña Bustamante (phần 1)
- Marcos Montero và Ignacio Meneses
- Barbara Islas trong vai Diana Mejía
- Luis Gerardo Cuburu trong vai Octavio
- Latin Lover trong vai Enzo
- Yahir trong vai Xavi Galán (mùa 1)[6]
- Eric Del Castillo trong vai Hugo Aguilar (mùa 1)
- Mauricio Abularach trong vai Benjamin (mùa 1)
- Violeta Isfel trong vai Clarissa Musi
- Manuel Landeta trong vai Augusto Musi (mùa 1)
- María Nela Sinisterra trong vai Luz (phần 1)
- Ligia Uriarte trong vai Daphne (mùa 1)
- Carlos Bracho trong vai Canuto "Tito" Corsica (mùa 2)
- Ana Jimena Villanueva và Cassandra Musi
- Gonzalo Vega Sisto trong vai Axel Legorreta Corsica (mùa 2)
- Carlos Madrigal trong vai Vicente Legorreta (mùa 2)
- Paola Acher trong vai Eréndira
- Rodrigo Pérez "El Canelito" trong vai Sebastián Legorreta Corsica (mùa 2)
- Ruy Rodrigo trong vai David Cooper Aguilar
- Márama với tư cách là chính họ (khách mời; mùa 1)[7]
- Pau y Davo với tư cách là chính họ (khách mời; mùa 1)[8]
- Flor Rubio với tư cách là chính cô ấy (khách mời; mùa 1)[9]
- Marjorie de Sousa với tư cách là chính cô ấy (khách mời; mùa 1)[10]
- Patricio Castillo trong vai Massimo Musi (mùa 2)
- Joaquin Bondoni trong vai Cuauhtémoc "Temo" Lopez (mùa 2)
- Mayrín Villanueva trong vai Rebeca Treviño Garza (khách mời; mùa 2)